# Büdingen
Büdingen é um município da Alemanha, situado no distrito de Wetterau, no estado de Hesse. Tem 122,87 km² de área, e sua população em 2019 foi estimada em 22.436 habitantes.